# Strada nazionale 12 (Regno d'Italia)
La strada nazionale 12 era una strada nazionale del Regno d'Italia, che congiungeva Caporetto a Treviso.
Venne istituita nel 1923 con il percorso "Bivio, presso Caporetto, con la n. 9 - Udine - Ponte della Delizia - Casarsa - Conegliano - Treviso.".
Nel 1928, in seguito all'istituzione dell'Azienda Autonoma Statale della Strada (AASS) e alla contemporanea ridefinizione della rete stradale nazionale, il suo tracciato costituì la parte iniziale della strada statale 54 del Friuli (da Caporetto a Codroipo) e il tratto centrale della strada statale 13 Pontebbana (da Codroipo a Treviso), almeno fino alla rideterminazione degli itinerari delle stesse, avvenuta nel 1932.